# Ernst Klimt
Ernst Klimt   (Viena, 3 de gener de 1864 - Viena, 9 de desembre de 1892) va ser un pintor austríac. Germà de Gustav Klimt, va morir a una edat primerenca.

## Biografia
Ernst Klimt va néier el 3 de gener de 1864 en una família d'artistes. Era el tercer de set fills del matrimoni d'origen bohemi compost pel gravador Ernst Klimt d. Ä. (1834-1892) i Anna Rosalia Klimt, nascuda Finster (1836-1915), en el que llavors era el barri occidental de Baumgarten (Viena). Va passar una infància normal en el setè districte de Viena (Burggasse 47), en circumstàncies molt modestes.
En 1891 es va casar amb Helene Flöge, la germana d'un amic de Gustav Klimt, Emilie Flöge, que aviat va donar a llum a una filla, cridada també Helene. El juliol del 1892 el pare d'Ernst Klimt va morir, als 59 anys. Ernst Klimt fill va morir inesperadament el 9 de desembre d'aquest any, d'una pericarditis. Gustav Klimt es va fer càrrec de la vídua i de la seva neboda després de la mort del seu germà. A més va acabar alguns dels quadres inacabats del seu germà mort.
Ernst Klimt va ser enterrat en el cementiri Baumgartner. La creu de la tomba va ser dissenyada per Gustav Klimt i fabricada per Georg Klimt.

## Trajectòria
Ernst Klimt va assistir des de 1877 a l'Escola d'Arts Aplicades del Kunsthistorisches Museum de Viena, museu austríac d'Art i Indústria des de 1876, com el seu germà major, Gustav Klimt. Ernst i Gustav eren estudiants de Ferdinand Laufberger (1829-1881), un pintor i decorador de gran prestigi en la Viena de 1870. El seu professor, per exemple, va facilitar el contacte entre els germans Klimt i Hans Makart i va ajudar els dos germans a cooperar en l'execució de la desfilada en honor de les noces de plata de la parella imperial en 1879.
En 1881, els germans Klimt van fundar, al costat del seu amic Franz Matsch (1861-1942), un company de l'escola d'art, una Künstler, una comunitat d'estudi que els servirà dos anys més tard per donar el salt al seu propi estudi a Viena, al carrer Sandwirtgasse 8 (1888-1890).12 Cap a 1891 apareix com a adreça de l'estudi de la Compagnie el carrer Josefstädter Straßi, 21 (enfront del Theater in der Josefstadt). La companyia ha dissenyat, entre altres pintures de cortina i de sostre per al teatre en Liberec, Karlovy Vary i 1885 en Fiume, 1885 pintura del sostre a Viena Hermes Vila, 1886-1888, els frescs del sostre en les dues escales de l'edifici nou del Burgtheater i 1891/1892 el Zwickel- i Interkolumnienbilder en el buit de l'escala del Kunsthistorisches Museum de Viena. Les majors comandes d'Ernst Klimt inclouen altres cinc pintures per al sostre del castell Mondsee i del romanès castell Peliș, en Sinaia (Romania).